# فرقة بانزر العشرون (الفيرماخت)
فرقة الدبابات العشرون (بالإنجليزية: 20th Tank Division) كانت فرقة مدرعة في الجيش الألماني خلال الحرب العالمية الثانية. تم إنشاؤه من أجزاء من فرقة بانزر التاسعة عشر.
خاضت الفرقة حصريًا على الجبهة الشرقية، وشاركت في معارك موسكو وكورسك. استسلمت في نهاية المطاف إلى القوات الأمريكية والسوفيتية في تشيكوسلوفاكيا في مايو 1945.

## التاريخ
تم تشكيل فرقة بانزر العشرين في 5 أكتوبر 1940 بعد اتخاذ قرار بإضعاف فرق الدبابات الألمانية الحالية لإنشاء فرق جديدة. استقطبت الفرقة الجديدة وحدات من مختلف الوحدات النشطة والاحتياطية، من بينها فرقة المشاة التاسع عشر الذي تم تحويله إلى فرقة دبابات، بعد أن أصبح فرقة بانزر التاسعة عشر. 

عملية بربروسا، 3 يوليو 1941

ألحقت الفرقة إلى مجموعة الجيوش الوسطى، وشارتك في المراحل الافتتاحية لعملية بربروسا وبقي في الصف الأمامي من الهجوم خلال سلسلة التقدم على مينسك، سمولينسك وشاركت في عملية تايفون، الهجوم الفاشل على موسكو. بقيت على الجبهة المركزية خلال شتاء 1941-1942، وشاركت في عمليات دفاعية وتراجعت. في مارس 1942، تم سحبها إلى بريانسك لتجديدها والراحة بعد خسائر فادحة خلال فصل الشتاء أدت إلى تفكيك عدد من وحداتها.

## التنظيم
قادة الفرقة: 

## الضباط القادة
- جينيرال لوتنانت هورست ستامبف، 13 نوفمبر 1940 - 10 سبتمبر 1941
- أوبرست جورج فون بسمارك، 10 سبتمبر 1941 - 13 أكتوبر 1941 (بالنيابة)
- جنرال مايجور فيلهلم ريتر فون ثوما، 14 أكتوبر 1941 - 30 يونيو 1942
- Generalmajor والتر دوفيرت، 1 يوليو 1942 - 10 أكتوبر 1942
- أوبرست هاينريش فرايهر فون لوتفيتز، 10 أكتوبر 1942 - 30 نوفمبر 1942 (بالنيابة)
- Generalmajor هاينريش فريهير فون لوتويتز، 1 ديسمبر 1942 - 11 مايو 1943
- Generalleutnant Mortimer von Kessel ، 12 مايو 1943 - 1 يناير 1944
- أوبرست فيرنر ماركس، 1 يناير 1944 - 1 فبراير 1944 (بالنيابة)
- Generalleutnant Mortimer von Kessel ، 2 فبراير 1944 - 5 نوفمبر 1944
- أوبرست هيرمان فون أوبلن برونيكوفسكي، 6 نوفمبر 1944 - 31 ديسمبر 1944 (بالنيابة)
- اللواء الرائد هيرمان فون أوبلن برونيكوفسكي، 1 يناير 1945 - 8 مايو 1945

### قائمة المراجع
- Mitcham، Samuel W. (2000). The Panzer Legions. Mechanicsburg: Stackpole Books. ISBN:978-0-8117-3353-3.  Mitcham، Samuel W. (2000). The Panzer Legions. Mechanicsburg: Stackpole Books. ISBN:978-0-8117-3353-3.  Mitcham، Samuel W. (2000). The Panzer Legions. Mechanicsburg: Stackpole Books. ISBN:978-0-8117-3353-3.
- Stoves، Rolf (1986). Die Gepanzerten und Motorisierten Deutschen Grossverbände 1935 – 1945. باد ناوهايم: Podzun-Pallas Verlag. ISBN:3-7909-0279-9.  Stoves، Rolf (1986). Die Gepanzerten und Motorisierten Deutschen Grossverbände 1935 – 1945. باد ناوهايم: Podzun-Pallas Verlag. ISBN:3-7909-0279-9.  Stoves، Rolf (1986). Die Gepanzerten und Motorisierten Deutschen Grossverbände 1935 – 1945. باد ناوهايم: Podzun-Pallas Verlag. ISBN:3-7909-0279-9.
- Williamson، Gordon (2002). Panzer Crewman: 1939-45. Osprey. ISBN:1-84176-328-4.  Williamson، Gordon (2002). Panzer Crewman: 1939-45. Osprey. ISBN:1-84176-328-4.  Williamson، Gordon (2002). Panzer Crewman: 1939-45. Osprey. ISBN:1-84176-328-4.
- Windrow ، مارتن. "The Panzer Divisions"، Osprey Publishing Ltd. 1982، (ردمك 0-85045-434-4)
- كورنيش، نيك. «صور كورسك»، برازي، 2002، (ردمك 1-57488-576-6)

## روابط خارجية
- "20. Panzer-Division (Bestand)". deutsche-digitale-bibliothek.de (بالألمانية). الأرشيف الفيدرالي الألماني. Archived from the original on 2016-08-13. {{استشهاد ويب}}: تجاهل المحلل الوسيط |trans_title= لأنه غير معروف، ويقترح استخدام |عنوان مترجم= (help)